# Gert Jan van Wijngaarden
Gert Jan van Wijngaarden (* 1964) ist ein niederländischer Klassischer Archäologe und Mykenologe.
Van Wijngaarden studierte Archäologie des Mittelmeerraumes und Kulturwissenschaft an der Universität von Amsterdam und wurde 1999 mit einer Dissertation zur mykenischen Keramik und ihrer kulturellen Bedeutung in der Levante, Zypern und Italien promoviert.
In der Folge war er von 2001 bis 2006 Direktor des Nederlands Instituut in Athene. Anfang 2007 wurde er zum außerplanmäßigen Professor in der Capaciteitsgroep Archeologie der Universität von Amsterdam ernannt.
Forschungsschwerpunkte sind die wechselseitigen Beziehungen zwischen dem prä- und frühgeschichtlichen Griechenland und dem Mittelmeerraum. In diesem Zusammenhang betreibt er Feldforschung auf der Insel Zakynthos. Daneben beschäftigt er sich auch mit der Museumsarchäologie und der Kulturpolitik.

## Schriften (Auswahl)
- mit J. P. Crielaard und V. Stissi (Hrsg.): The complex past of pottery production, circulation and consumption of Mycenaean and Greek pottery (sixteenth to early fifth centuries BC). Proceedings of the ARCHON international conference, held in Amsterdam, 8-9 november 1996. Brill, Leiden 1999, (Inhaltsverzeichnis).
- Use and Appreciation of Mycenaean Pottery in the Levant, Cyprus and Italy (ca. 1600–1200 BC). Amsterdam University Press, Amsterdam 2003 (Amsterdam Archaeological Studies)
- Nederlandse archeologie in het buitenland: cultuurbeleid en praktijk. Leiden, Archeologisch Informatie Centrum 1992.